# يان بوتشر (متزحلقة حرة)
يان بوتشر (بالإنجليزية: Jan Bucher)‏ هي متزحلقة حرة أمريكية، ولدت في 17 نوفمبر 1957 في مدينة سولت ليك في الولايات المتحدة.

## وصلات خارجية
- يان بوتشر على موقع الاتحاد الدولي للتزلج (التزلج الحر) (الإنجليزية)
- يان بوتشر على موقع أوليمبيديا (الإنجليزية)